# Devisettihalli, Chik Ballapur
Devisettihalli là một làng thuộc tehsil Chik Ballapur, huyện Kolar, bang Karnataka, Ấn Độ.